# پرولیکوپن ایزومراز
پرولیکوپن ایزومراز prolycopene isomerase که با نام‌های کاروتن سیس-ترانس ایزومراز, ZEBRA2 , کاروتن ایزومراز و کاروتنوئید ایزومراز نیز خوانده می‌شود، آنزیمی است که واکنش زیر را کاتالیز می‌کند:
7,9,7',9'-tetracis-lycopene {\displaystyle \rightleftharpoons } all-trans-lycopene
این آنزیم در بیوسنتز کاروتنوئید نقش دارد.